# Rubens Berardo
Rubens Berardo Carneiro da Cunha (Recife, 7 de julho de 1914 — Rio de Janeiro, 7 de fevereiro de 1973) foi um industrial, usineiro e empresário de emissora de televisão brasileiro. Foi vice-governador do estado da Guanabara entre 1965 e 1971. Fundou no Rio de Janeiro a Rádio Continental e a TV Continental.

## Biografia
No Nordeste, Rubens Berardo atuou como dono de usina de sucroalcooleira e industrial.
Iniciou sua carreira política na cidade do Rio de Janeiro, então Distrito Federal, ao eleger-se deputado federal pelo Partido Trabalhista Brasileiro, no ano de 1954.
Em 1958 fundou, no Rio de Janeiro, a Rádio Continental e a TV Continental, através da Organização Rubens Berardo S.A. (ORB). A Rádio Continental era voltada principalmente para o jornalismo esportivo. Já a emissora de TV funcionou no canal 9 e durou pouco mais de dez anos; sua programação entrou no ar em junho de 1959 e terminou em 1971, quando a emissora faliu. Na ocasião de sua falência, a emissora já enfrentava dificuldades financeiras e vários integrantes de sua equipe foram para outras redes de televisão por melhores salários — sobretudo a TV Globo que, inaugurada em 1965, absorveu muitos artistas e técnicos que trabalhavam em emissoras de menor porte como a Continental e a TV Rio.
Rubens Berardo foi reeleito ao cargo de deputado em 1958. Com a transferência da capital federal para Brasília, ocorrido em 21 de abril de 1960, Berardo passou a representar consequentemente o estado da Guanabara que fora criado na cidade do Rio de Janeiro. Em outubro de 1962 foi novamente reeleito deputado federal.
Nas eleições ao governo do Estado da Guanabara, de 1965, Rubens Berardo formou chapa, na condição de candidato a vice-governador, com Francisco Negrão de Lima, do Partido Social Democrático (PSD). Uma vez vitoriosa a campanha, tornou-se vice-governador, cargo em que se manteve até 1971.
Com a extinção do Partido Trabalhista Brasileiro, Rubens Berardo filiou-se ao Movimento Democrático Brasileiro (MDB). Em novembro de 1970, voltou a eleger-se deputado federal pela Guanabara.
Foi assassinado em sua casa, no Rio de Janeiro, no dia 7 de fevereiro de 1973, quando tentava impedir a ação de um assalto.